# Manuel Manzano-Monís
Manuel Manzano-Monís y Mancebo (Sevilla, 1913 - Madrid, 1997) fue un arquitecto, escritor y articulista español. Ganó el "Premio Europeo a la Reconstrucción de la Ciudad" por el conjunto de su obra realizada en Fuenterrabía (Guipúzcoa) para la recuperación del casco antiguo y del conjunto amurallado.

## Biografía
Se casó en 1947 con María Manuela López-Chicheri y Urbina, tuvieron seis hijos : Manuel (1948), María Luisa Bárbara (1950), María de la Mercedes (1953), Paloma (1954), Juan (+ 1957 a los cuatro meses de edad) y Juan Carlos (1961), todos ellos nacidos en Madrid.

### Carrera profesional
De su dilatada y destacada carrera debe destacarse su etapa como Arquitecto Municipal y luego Delegado local de Bellas Artes en Fuenterrabía y después Consejero Provincial de Bellas Artes en Guipúzcoa. En colaboración con el escultor Carlos Ferreira de la Torre, realizó el monumento a José Calvo Sotelo de la Plaza de Castilla, en Madrid. Es el autor del primer Plan de Ordenación del Casco Antiguo de Fuenterrabía (1952), de la restauración del recinto amurallado de la misma ciudad desde 1963, por lo que obtuvo una mención de la Academia de Bellas Artes de San Fernando y el Premio Europeo a la Reconstrucción de la Ciudad concedido por la Fundación Philippe Rothier en París en 1982. Construyó el edificio social del Club de Golf de San Sebastián (Jaizubia, Fuenterrabía) en 1966, la Escuela de Artes y Oficios de Bilbao en 1968-70 y la Escuela de Artes y Oficios de Lugo (hoy Escuela Ramón Falcón) estos dos últimos proyectos en colaboración con su hijo Manuel Manzano-Monís y López-Chicheri.

## Enterramiento
Está enterrado en el cementerio municipal de Fuenterrabía, en una tumba cuyo emplazamiento fue donado por un acuerdo del pleno del Ayuntamiento en 1998. Se trasladaron sus restos desde Madrid a Fuenterrabía; la tumba, proyecto de su hijo Manuel fue realizada en piedra de Hontoria (Burgos) y costeada por la familia del arquitecto.